# باشگاه فوتبال لینگبی
باشگاه فوتبال لینگبی (انگلیسی: Lyngby Boldklub) یک باشگاه فوتبال مستقر در کونگز لینگبی، دانمارک است که در حال حاضر در سوپر لیگ دانمارک، بالاترین رده لیگ فوتبال در این کشور، به رقابت می‌پردازد.